# Нобуйо Фуджиширо
Нобуйо Фуджиширо (на японски: 藤代 伸世) е японски футболист.

## Национален отбор
Записал е и 2 мача за националния отбор на Япония.
| Япония | Япония | Япония |
| Година | Мачове | Голове |
| ------ | ------ | ------ |
| 1988   | 2      | 0      |
| Общо   | 2      | 0      |